# Claas Christian Wuttke
Claas Christian Wuttke (* 1969) ist ein deutscher Maschinenbauingenieur und Professor an der Hochschule Karlsruhe – Technik und Wirtschaft.

## Leben und Wirken
Claas Christian Wuttke studierte Maschinenbau an der Universität Stuttgart und schloss sein Studium 1995 als Diplom-Ingenieur ab. In Stuttgart wurde er Mitglied beim Corps Stauffia Stuttgart. Anschließend war er wissenschaftlicher Mitarbeiter am Lehrstuhl für Fertigungstechnik an der Universität des Saarlandes. 2000 promovierte er dort bei Helmut Bley im Fachgebiet der Produktionslogistik. Danach verbrachte er mehrere Jahre bei der Robert Bosch GmbH in seinem Fachgebiet. 2010 erhielt er den Ruf an die Hochschule Karlsruhe – Technik und Wirtschaft als Professor für Produktion und Logistik. Von 2012 bis 2016 war er Prodekan der Fakultät für Wirtschaftswissenschaften und von 2012 bis 2017 Studiendekan des International Management Master. Ebenso von 2017 bis Februar 2018 Studiendekan für Wirtschaftsingenieurwesen im Master-Studiengang.